# Lac Peyto
Le lac Peyto (Lake Peyto en anglais) est un lac de l'Alberta, situé dans le parc national de Banff et les Rocheuses canadiennes, à environ 40 km au nord de la ville de Banff, facilement accessible par la promenade des Glaciers.

## Étymologie
Son nom rend hommage à Ebenezer William Peyto, un trappeur et guide de la région. "Wild Bill" de surnom, il était l'un des premiers gardiens du parc national de Banff.

## Géographie
Le lac s'est formé dans une vallée de la chaîne Waputik, entre les Caldron Peak, Peyto Peak et Mont Jimmy Simpson, à une altitude de 1 880 mètres.
L'été, la fonte des glaciers et son corollaire, l'apport significatif de particules minérales en suspension, confèrent aux eaux du lac une lumineuse et fascinante couleur turquoise.
Le lac est alimenté par les eaux du Peyto Creek, qui drainent le lac Caldron, et du glacier Peyto (une partie du champ de glace Wapta, avant de s'écouler dans la rivière Mistaya (en).
Le lac Peyto est l'un des lacs desservis par la promenade des Glaciers, dans les parcs nationaux Banff et Jasper, les autres lacs étant le lac Bow, le lac Louise, le lac Hector, le lac Mistaya, les lacs Waterfowl, le lac Chephren et le lac Sunwapta.
C'est depuis le Bow Summit, le point le plus élevé de la promenade des glaciers, que la vue sur le lac est la plus belle.

## Caractéristiques
Le lac a une profondeur l'environ 90 mètres.Il est habituellement gelé et couvert de neige entre la mi-novembre et la mi-juin.

## Pêche
Il est possible de pêcher sur le lac Peyto avec un permis spécialisé pour le parc national de Banff. La saison de la pêche est ouverte entre le 1er juillet et le 31 octobre, et il est mendatoire de relâcher ses prises.

## Liens externes

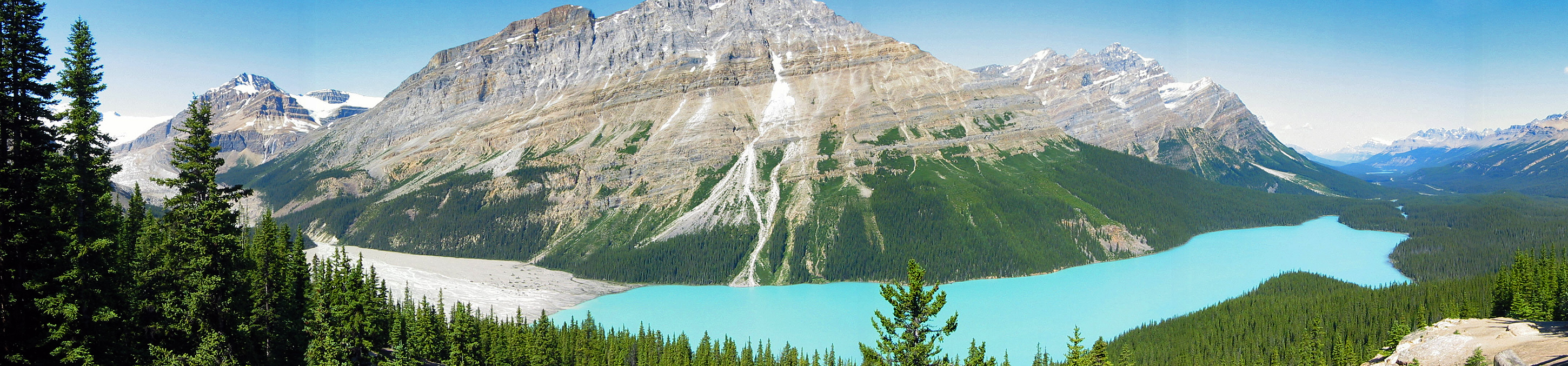
Panorama sur le lac

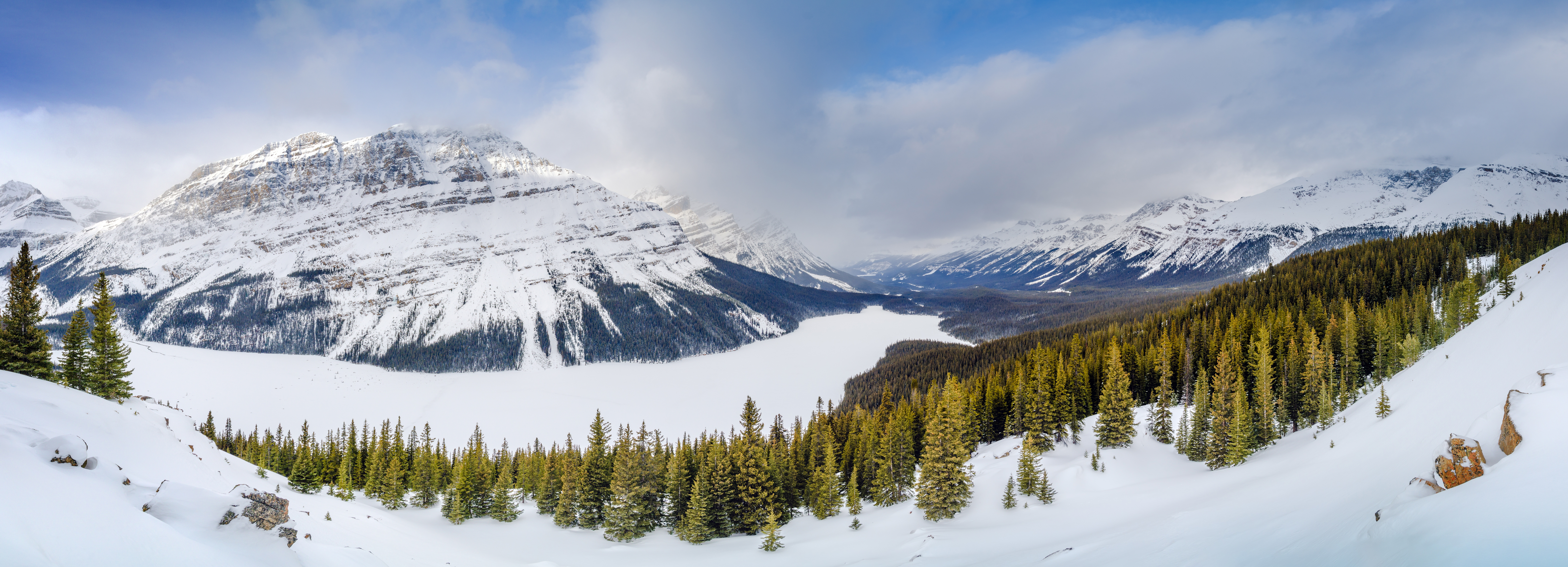
Le lac Peyto en hiver. Janvier 2019.

## Galerie

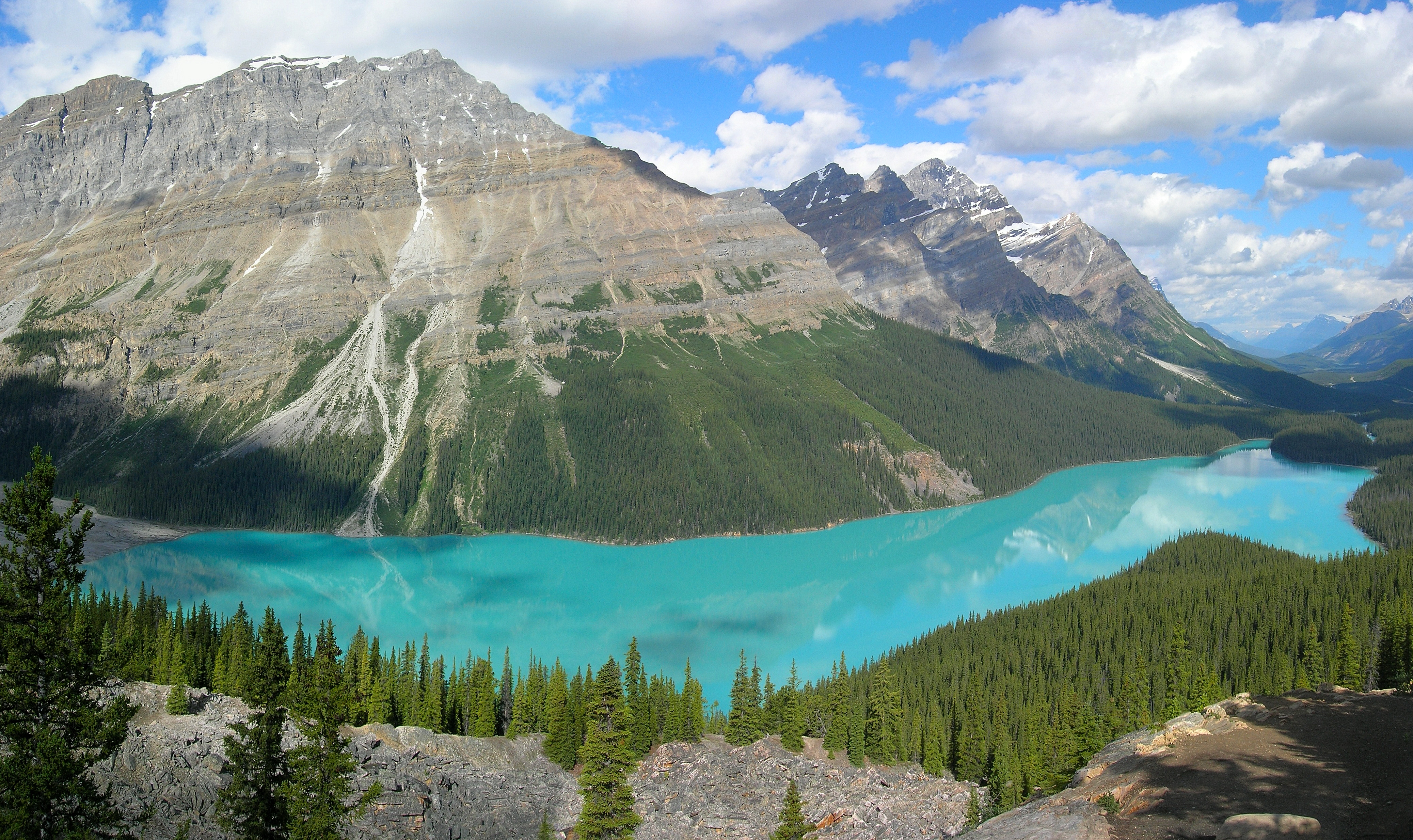
Le lac Peyto
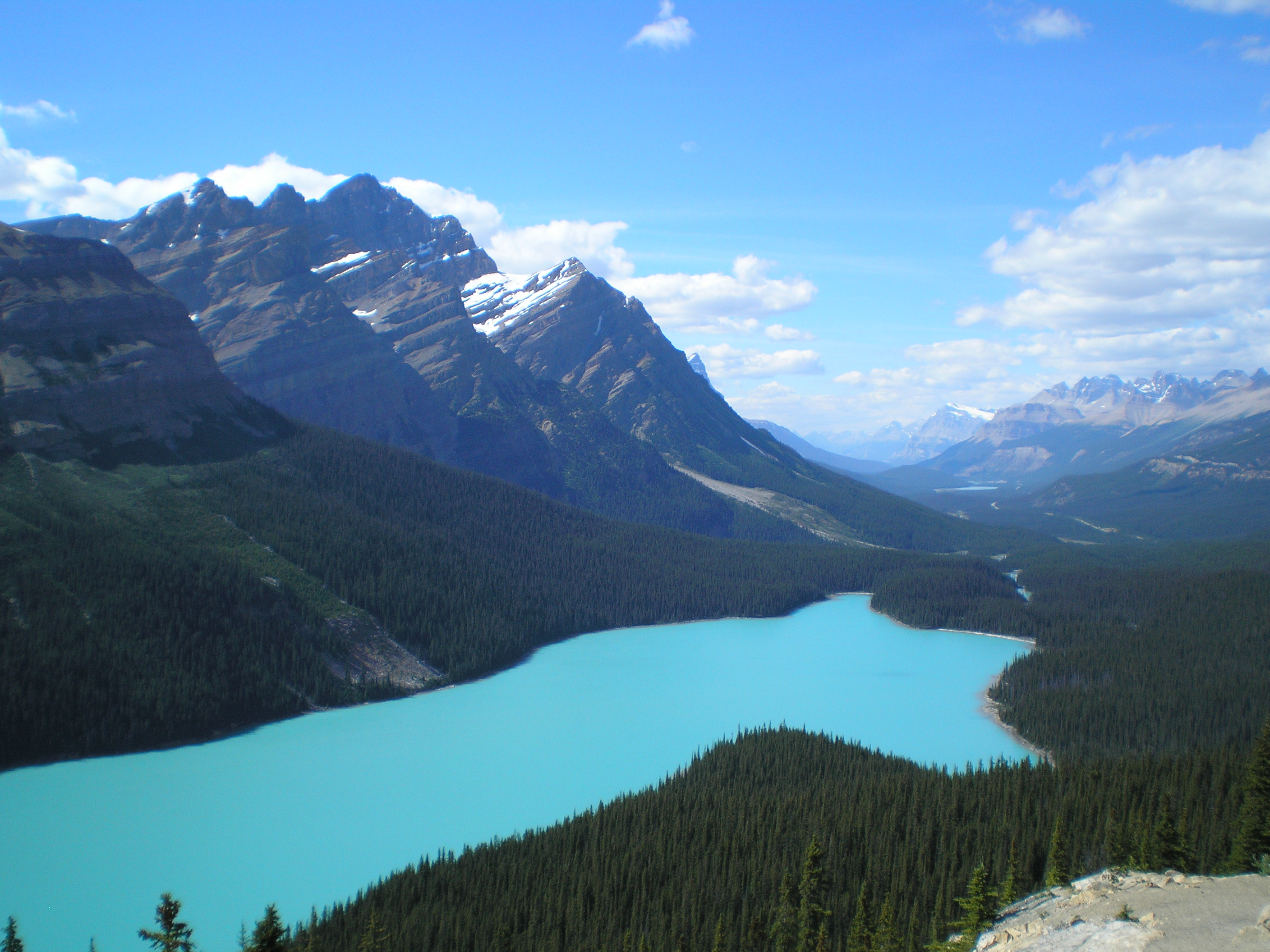
Le lac Peyto
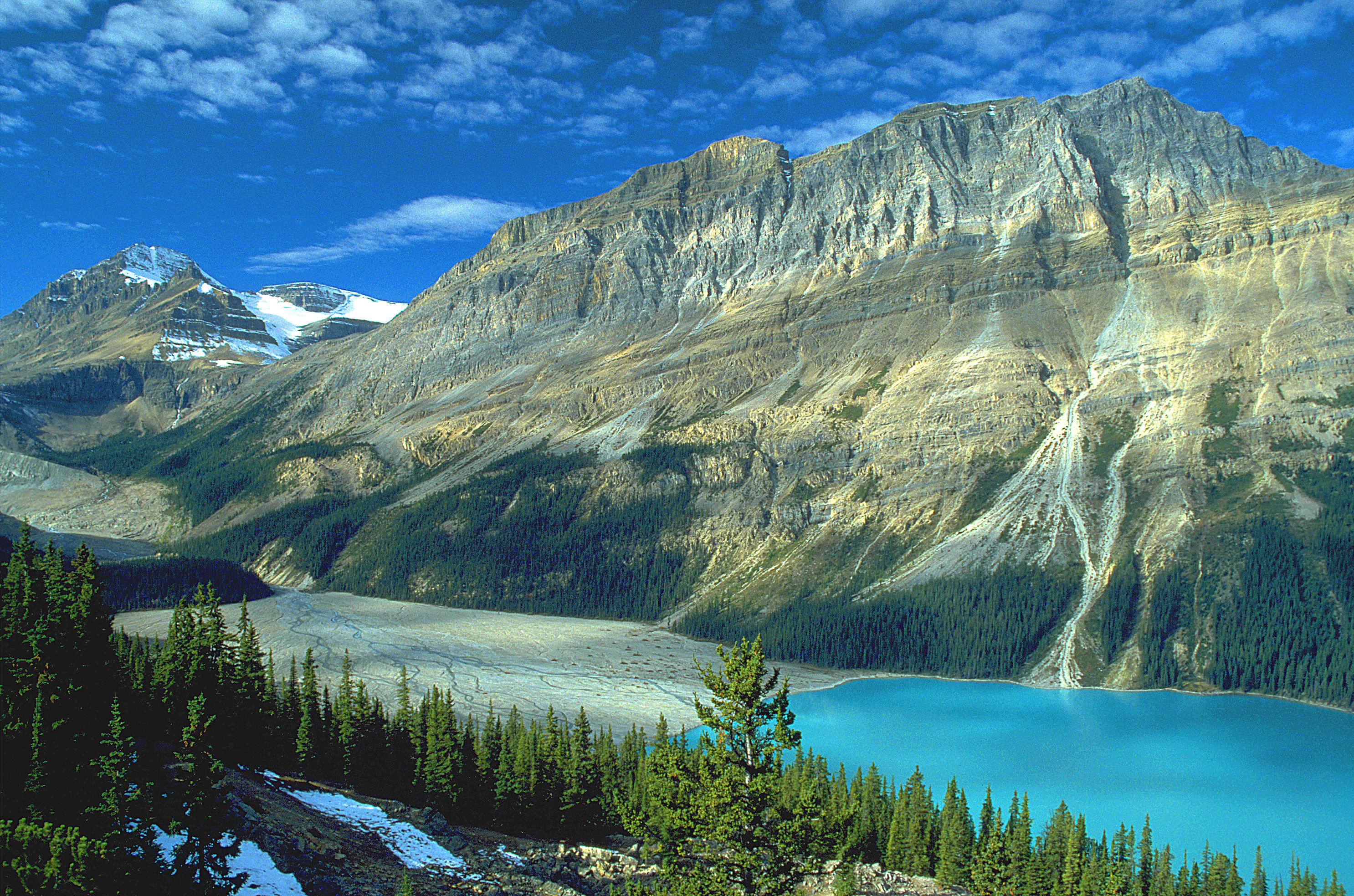
Le lac Peyto
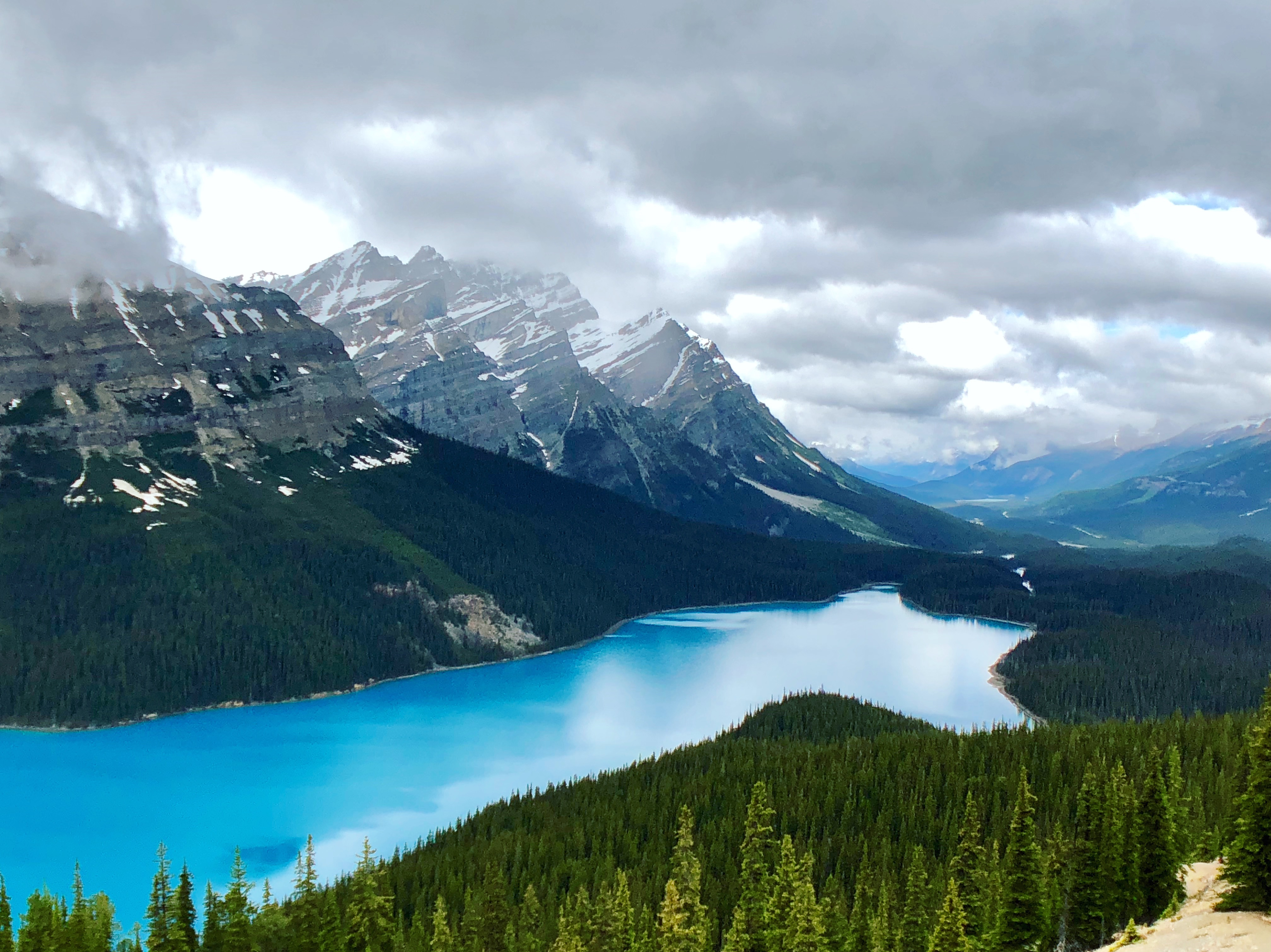
Le lac Peyto